# 三淵光行
三淵 光行（みつぶち みつゆき、元亀2年（1571年） - 元和9年9月16日（1623年11月8日））は、江戸幕府旗本。光之とも呼ばれる。三淵藤英（細川藤孝の異母兄）の次男。従五位下。伯耆守。兄に三淵秋豪。弟に朽木昭貞、朽木昭知（三淵昭知）、朽木昭長。室は郡宗保の四女（慶寿院）。子に長男の三淵藤利（尚正）、次男の郡藤正（兵衞、弥四郎。形庵と号する）、三男の三淵山入（『寛政譜』では三入）がいる。

## 生涯
天正2年（1574年）、織田信長の勘気を蒙り追放処分となった父の藤英であったが、同年中に身柄を預けられた明智光秀の居城坂本城にて兄の秋豪とともに自刃した。室町幕府奉公衆の名門であった三淵氏は事実上滅亡する。当時、幼かった光行は一命を助けられ、叔父の細川藤孝に養われて成長し、細川家臣となった。
慶長5年（1600年）関ヶ原の戦いの前哨戦である田辺城の戦いでは籠城する細川藤孝を助けて奮戦し、その武功を知った徳川家康に高く評価されて、慶長9年（1604年）6月22日に従五位下伯耆守に叙任され、慶長14年（1609年）10月には近江国神崎郡1000石を賜り、江戸幕府直参の旗本となり、三淵氏を再興した。
元和9年（1623年）に死去、家督は子の藤利が継いだ。